# Fome holandesa de 1944–1945

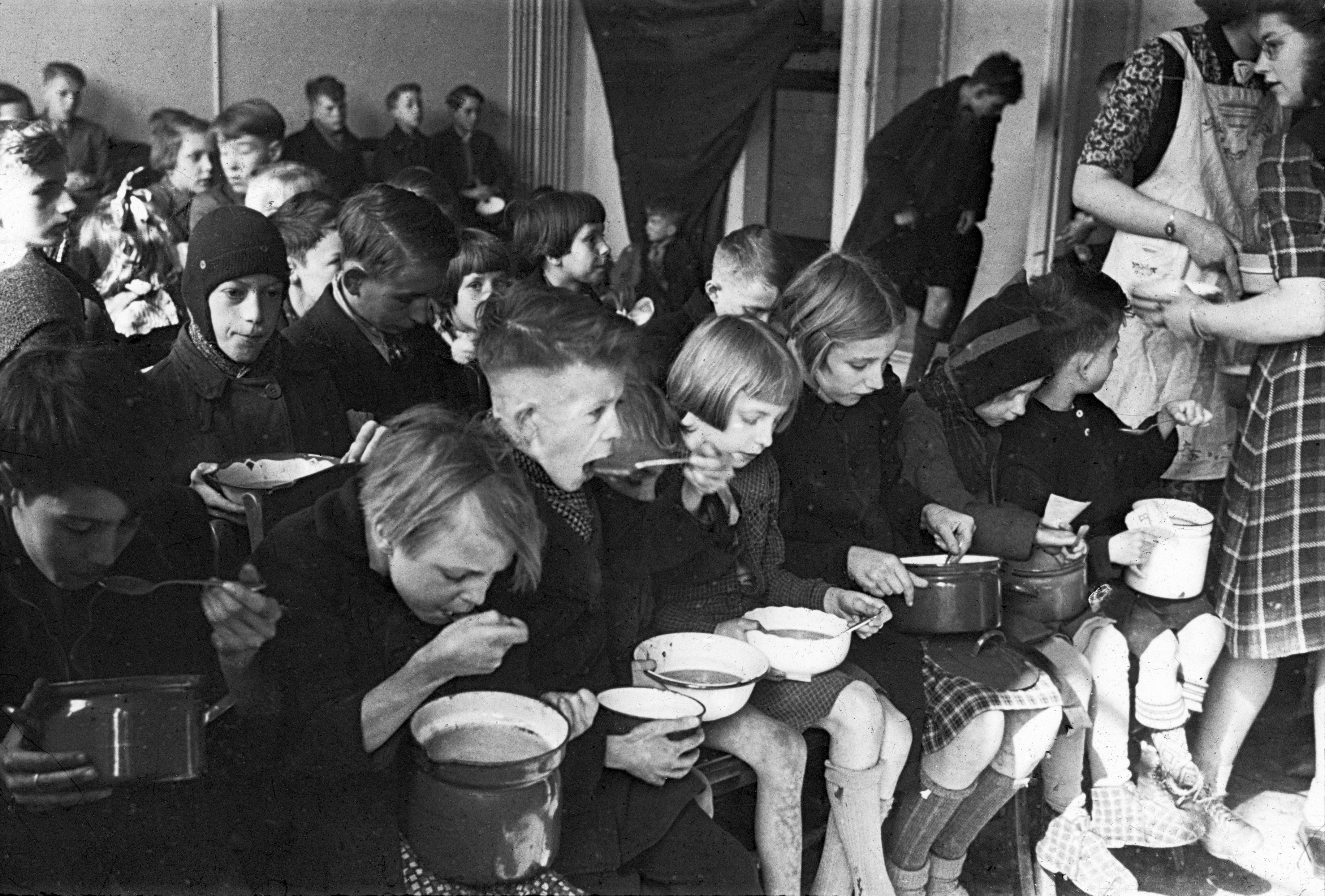
Crianças holandesas tomando sopa durante a fome de 1944-1945

A Fome Holandesa de 1944–1945, também conhecida como Inverno da Fome (do holandês Hongerwinter), foi uma fome que ocorreu nos Países Baixos ocupados pelos alemães, especialmente nas províncias ocidentais densamente povoadas ao norte dos grandes rios, durante o período relativamente severo do inverno de 1944–1945, perto do fim da Segunda Guerra Mundial.
Um bloqueio alemão cortou o envio de alimentos e combustível das cidades agrícolas. Cerca de 4,5 milhões foram afetados e sobreviveram graças aos refeitórios sociais. Loe de Jong (1914–2005), autor de O Reino dos Países Baixos Durante a Segunda Guerra Mundial, estimou que pelo menos 22.000 mortes ocorreram devido à fome.  Outro autor estimou 18.000 mortes por fome.   A maioria das vítimas eram homens idosos.  

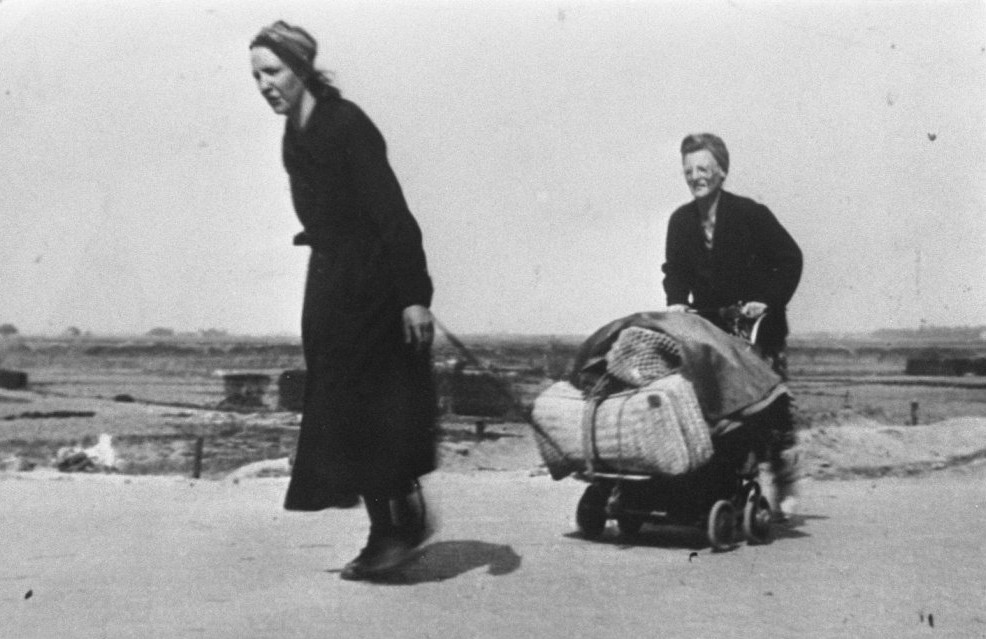
Duas mulheres holandesas transportando alimentos durante o período de fome

A fome foi aliviada primeiro pela farinha de "pão sueco" enviada da Suécia para os portos holandeses e, posteriormente, pelo transporte aéreo de alimentos pela Força Aérea Real, pela Força Aérea Real Canadense e pelas Forças Aéreas do Exército dos Estados Unidos - após um acordo com aos ocupantes alemães que se os alemães não disparassem contra os voos de misericórdia, os Aliados não bombardeariam as posições alemãs. Estas foram as Operações Manna e Chowhound. A Operação Faust também transportou alimentos para a província. 
Embora as missões humanitárias tenham mitigado a emergência, a fome persistiu e só terminou com a libertação dos Países Baixos pelos Aliados em maio de 1945.

## Causas

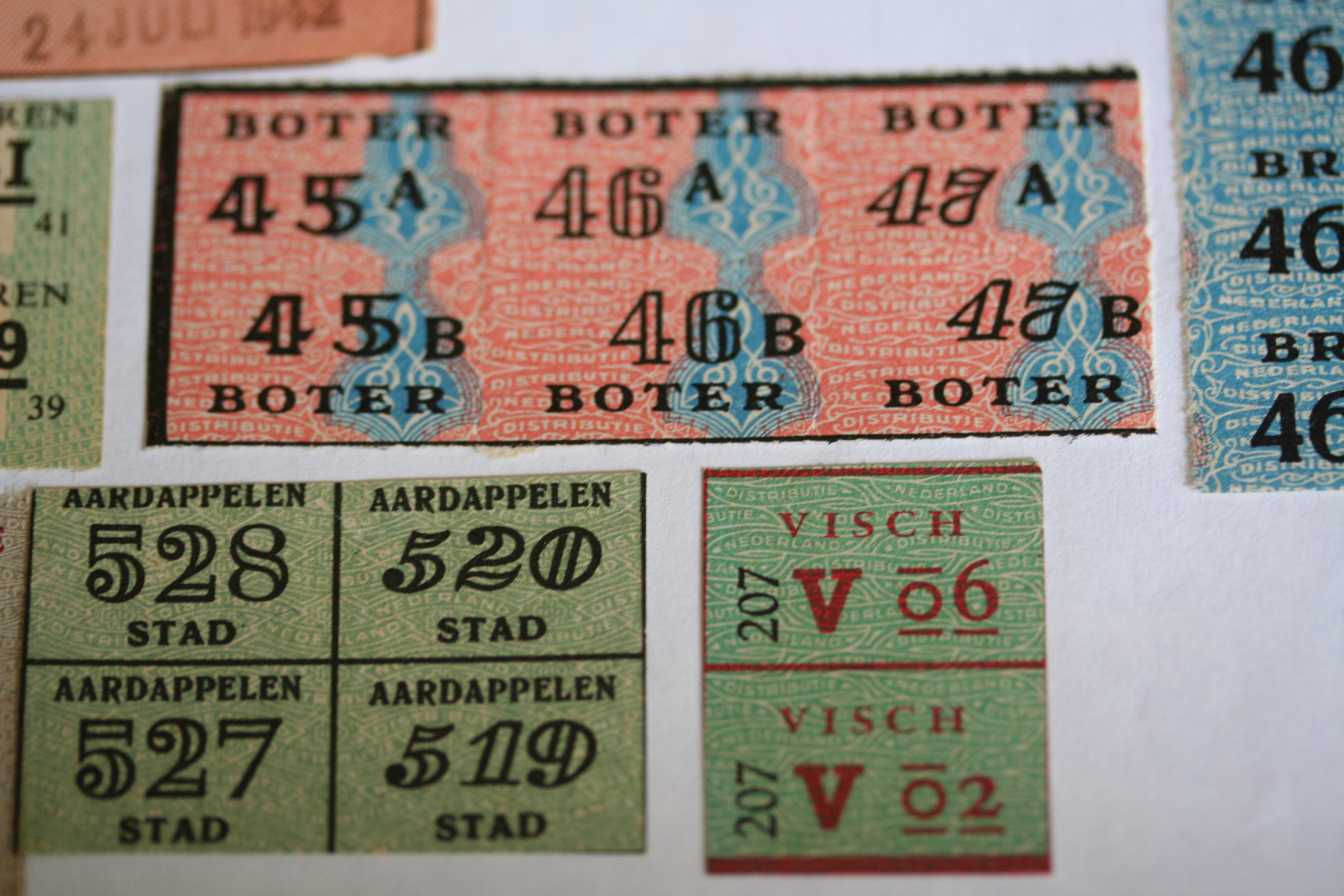
Cupons de racionamento de comida holandesa da Segunda Guerra Mundial

Após o Dia D, no verão de 1944, as forças aliadas, para sua própria surpresa, avançaram rapidamente da Normandia e invadiram o norte da França e da Bélgica. Antecipando um colapso igualmente iminente das defesas alemãs na Holanda, as ferrovias nacionais holandesas atenderam ao apelo do governo holandês exilado para uma greve ferroviária nacional a partir de setembro de 1944. Isto coincidiu precisamente com o início da Operação Market Garden, a forte ofensiva das forças aliadas no interior do território oriental holandês naquele mesmo mês. Os Aliados conseguiram libertar rapidamente porções do sul do território holandês, mas cessaram o seu avanço nos Países Baixos quando a Operação Market Garden falhou na sua tentativa de tomar uma ponte sobre o Reno em Arnhem, após uma contraofensiva alemã. 

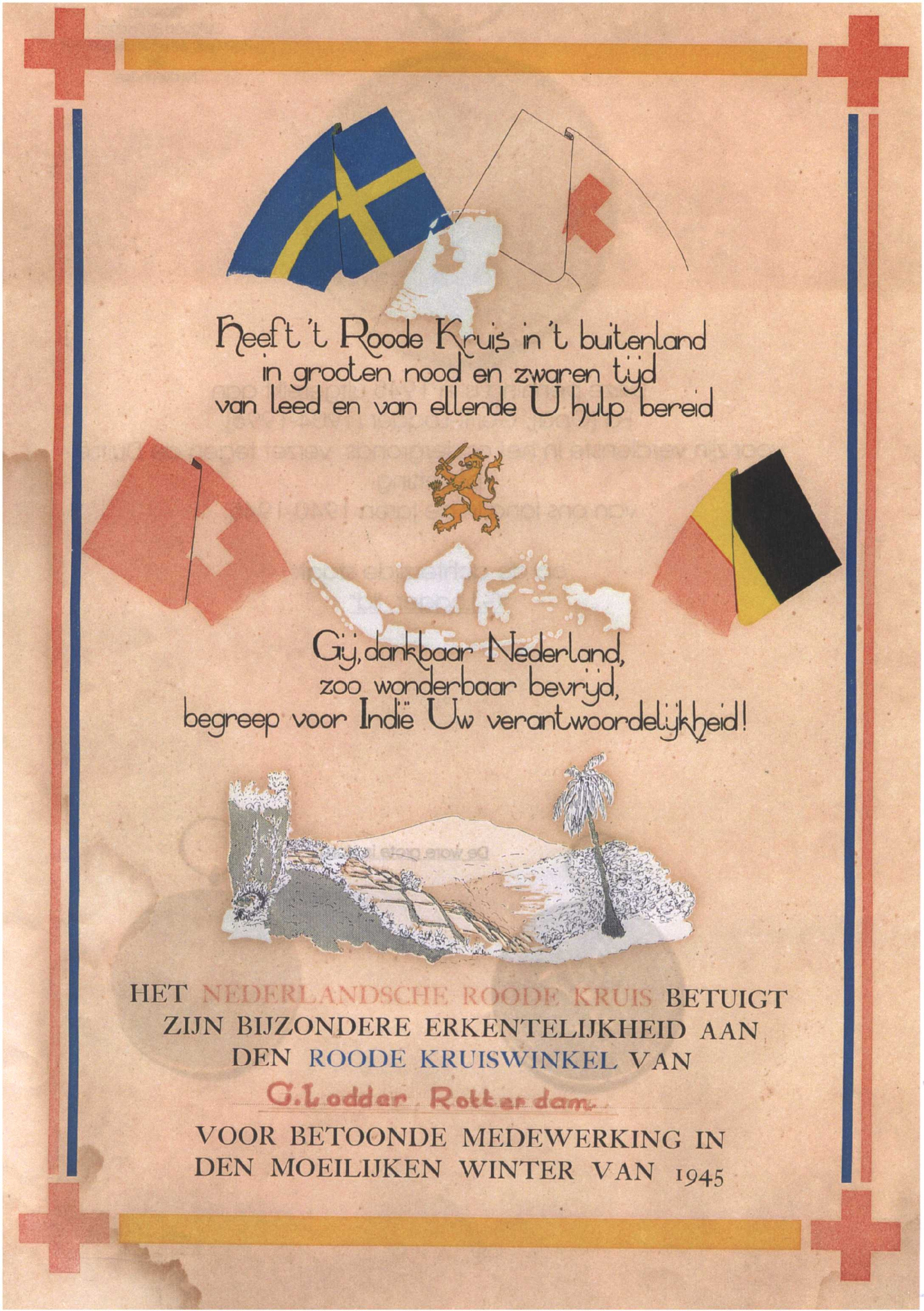
Uma carta de comemoração entregue a um dono de mercearia cuja loja servia como ponto da Cruz Vermelha distribuindo o "pão sueco"

Enquanto isso, após um aviso público do Reichskommissar da administração alemã, Arthur Seyss-Inquart, em 24 de setembro, de que a sabotagem das ferrovias, linhas telefônicas ou correios seria severa e coletivamente punida, o comando militar nazista liderado pela Wehrmachtbefehlshaber Friedrich Christiansen começou a implementar o Retaliação alemã impondo um embargo a todos os transportes de alimentos para o oeste dos Países Baixos. O embargo alimentar começou imediatamente quando a contra-ofensiva militar contra as tropas aliadas (Market Garden) estava a terminar, em 27 de Setembro. O embargo foi parcialmente suspenso após três semanas e totalmente suspenso após seis semanas, no início de novembro de 1944, porque os alemães temiam que o caos e as doenças pudessem se espalhar. 

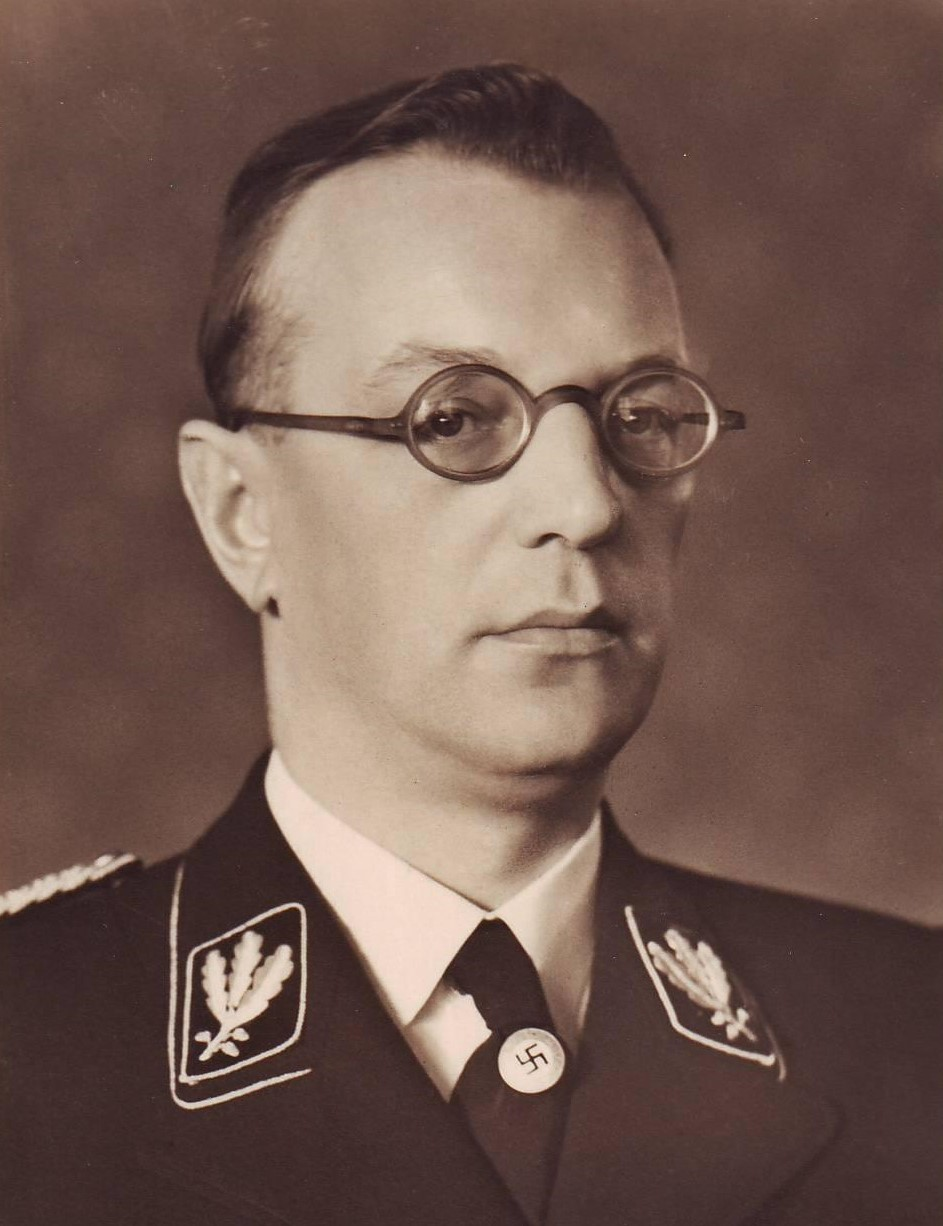
O Reichskommissar Arthur Seyss-Inquart contra-atacou a greve ferroviária holandesa em 27 de setembro bloqueando todo o transporte de alimentos por navio do nordeste agrícola para as províncias ocidentais. Mais tarde, ele seria condenado à morte em Nuremberg.

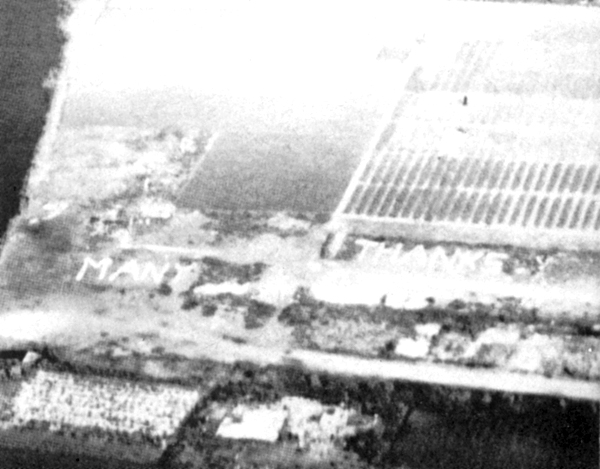
Operação Manna – "Muito obrigado" escrito em tulipas, Holanda, maio de 1945.

Este levantamento do bloqueio, no entanto, não levou à retoma do fornecimento de alimentos e ao alcance dos níveis anteriores ao embargo. A drástica escassez de alimentos desencadeada continuou a persistir como resultado do inverno cada vez mais rigoroso, da crescente escassez de outros recursos, como combustível, veículos, dos contínuos inconvenientes administrativos e logísticos causados pelos alemães, como restrições de transporte, atrasos nos embarques e inundações defensivas; bem como devido ao facto de agricultores e comerciantes que passaram a abastecer o mercado negro durante o embargo permanecerem nesse circuito paralelo. Nos últimos dois meses de 1944, a oferta de rações distribuídas oficialmente começou a diminuir: primeiro lentamente, depois drasticamente. As rações, que tinham permanecido relativamente estáveis até por volta do Dia D (junho de 1944), tornaram-se progressivamente cada vez menos valiosas em termos de valor alimentar nos meses subsequentes, particularmente em outubro e depois. 
O avanço global dos Aliados na Alemanha foi atrasado por problemas de abastecimento, uma vez que o porto estratégico de Antuérpia não era utilizável até que as abordagens tivessem sido asseguradas e desobstruídas na Batalha do Escalda. Mas Bernard Montgomery deu prioridade ao "Market Garden" e à captura dos portos do Canal da Mancha francês, como Boulogne, Calais e Dunquerque, que foram defendidos resolutamente e sofreram demolições pelos alemães em retirada.  Estes desenvolvimentos levaram os alemães a ficarem mais firmemente entrincheirados a norte dos principais rios de todos os Países Baixos, que originalmente se previa que caíssem nas mãos dos Aliados antes do final de 1944.

## Inanição

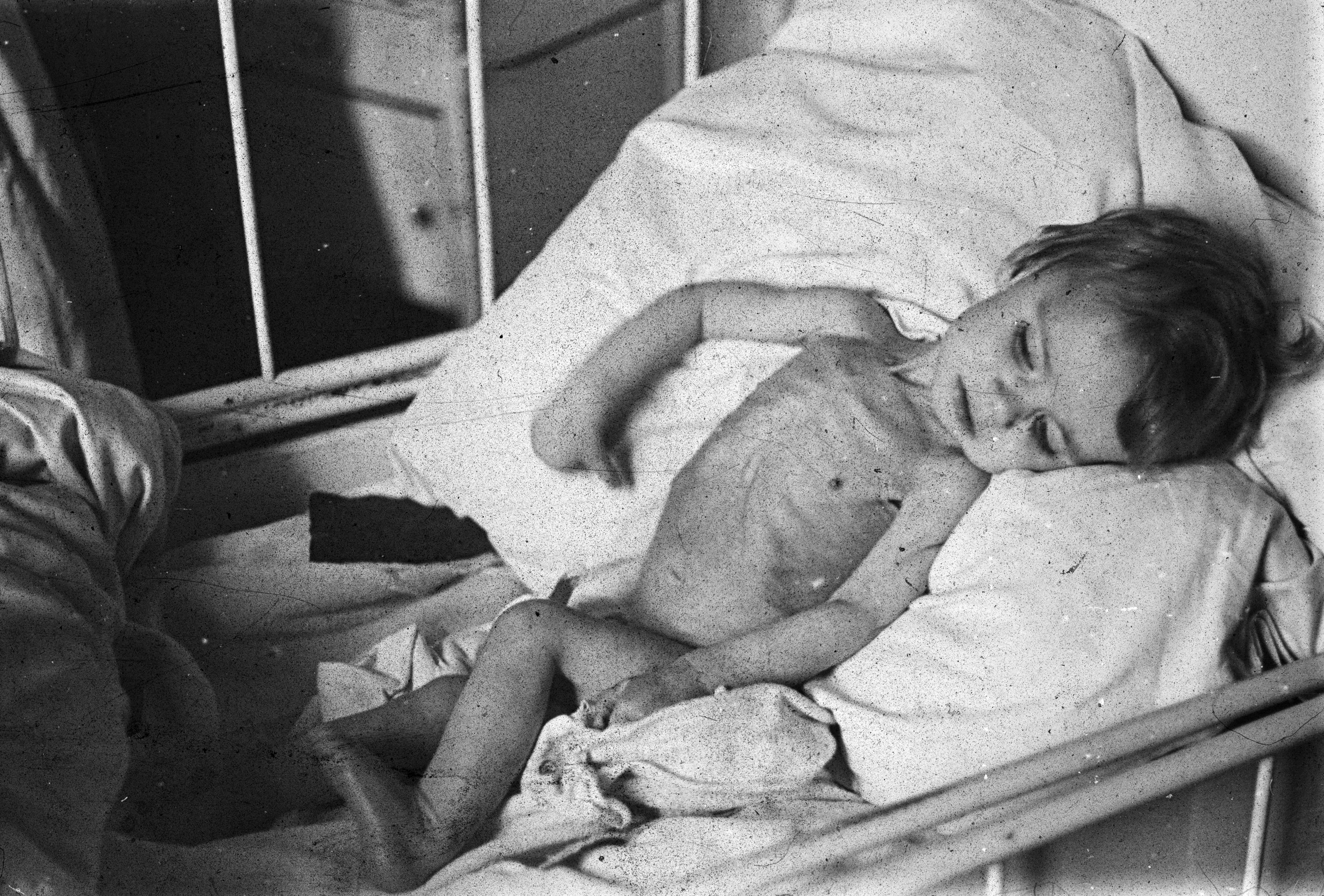
Criança holandesa desnutrida em Haia

Nos últimos meses de 1944, em antecipação à fome que se aproximava, dezenas de milhares de crianças foram trazidas das cidades para as zonas rurais, onde muitas permaneceram até ao fim da guerra.
Em Outubro, a escassez de alimentos começou a aumentar em todas as partes do país ainda ocupadas. Mas, particularmente nas cidades do oeste dos Países Baixos, as reservas de vários produtos alimentares esgotaram-se rapidamente na sua totalidade. As rações para adultos em cidades como Amsterdã caíram para menos de 1.000 calorias por dia no final de novembro de 1944 e para 580 calorias no oeste no final de fevereiro de 1945.  Durante este Hongerwinter ("Inverno da Fome"), uma série de factores combinaram-se para causar fome, especialmente nas grandes cidades do oeste dos Países Baixos. O inverno do mês de janeiro de 1945 foi excepcionalmente rigoroso, congelando rios e canais e proibindo assim o importante sistema de transporte de abastecimento por barco durante cerca de um mês entre o início de janeiro de 1945 e o início de fevereiro de 1945. 
Além disso, o exército alemão destruiu docas e pontes para inundar o país e impedir o avanço dos Aliados. Isto levou a que uma quantidade significativa de terras, especialmente no norte e oeste, até 250.000 hectares no total, fosse inundada, distorcendo ainda mais as rotas de abastecimento e isolando as regiões umas das outras. 

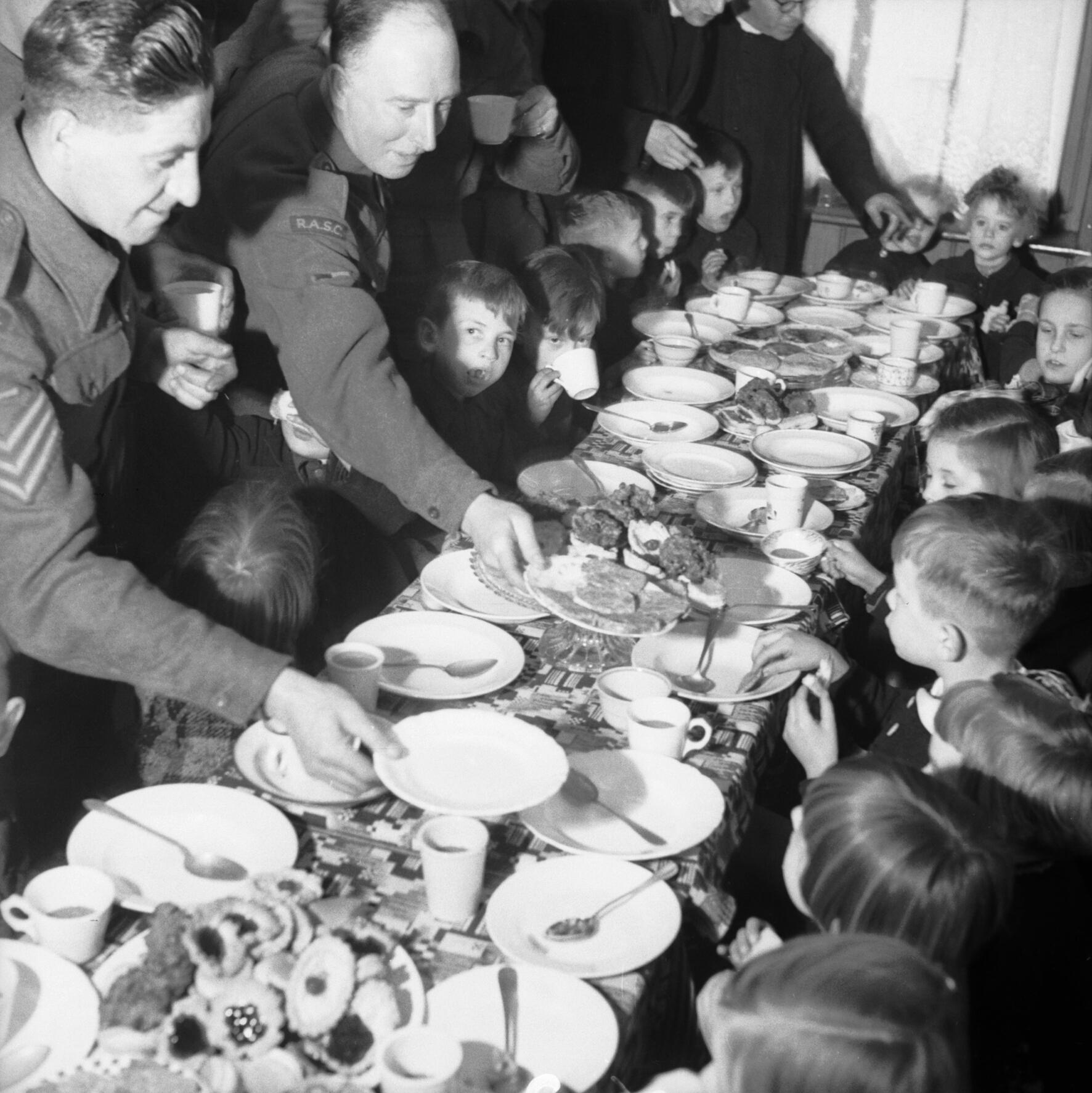
Soldados britânicos servindo comida a crianças holandesas numa festa do Dia de São Nicolau no sul da Holanda, 7 de dezembro de 1944.

Em terceiro lugar, os bombardeamentos aliados tornaram extremamente difícil o transporte de alimentos a granel, uma vez que os bombardeiros aliados não conseguiam distinguir os carregamentos militares e civis alemães. À medida que o sudeste (vale do Maas) e a parte sudoeste dos Países Baixos (Walcheren e Beveland) se tornaram num dos principais campos de batalha ocidentais, estas condições combinaram-se para tornar quase impossível o transporte das reservas alimentares existentes em quantidades suficientemente grandes. 
A subnutrição afetou todas as áreas ocupadas, mas o nível de fome foi atingido na parte ocidental do país, onde viviam então 4,5 milhões de pessoas. A manteiga desapareceu depois de outubro de 1944, logo após a interrupção do transporte ferroviário para o oeste da Holanda devido à greve ferroviária. A oferta de gorduras vegetais diminuiu para um minúsculo suprimento de sete meses de 1,3 litros por pessoa. No início, 100 gramas de queijo eram distribuídos a cada duas semanas; cupons de carne tornaram-se inúteis. A ração de pão já havia caído de 2.200 para 1.800 e depois para 1.400 gramas por semana. Então caiu para 1.000 gramas em outubro e em abril de 1945 para 400 gramas por semana. Juntamente com um quilograma de batatas, isso formava toda a ração semanal. O mercado negro também ficou cada vez mais sem alimentos e, com o gás, a eletricidade e o aquecimento desligados, toda a gente sentia muito frio e muita fome.  Bulbos de tulipa e beterraba sacarina eram comumente consumidos. Móveis e casas foram desmantelados e árvores foram derrubadas para fornecer combustível para aquecimento. 

Em busca de alimentos, os holandeses caminhavam dezenas de quilômetros para trocar objetos de valor por alimentos nas fazendas.
Em busca de comida, milhares de moradores da cidade caminharam – empurrando carrinhos, carrinhos de bebê e bicicletas frágeis – pela zona rural fria e nua, em busca de algumas batatas ou uma couve-flor. Se tivessem a sorte de encontrar alguma coisa, trocariam por joias, antiguidades, relógios, roupas de cama e, em alguns casos, favores sexuais. Perto da Primavera, à medida que o desespero aumentava, estes passeios famintos duravam por vezes semanas, levando alguns caminhantes até à Frísia, no leste dos Países Baixos. Centenas de moradores de Amsterdã morreram de fome e de frio: cerca de 1.200 em janeiro de 1945, em fevereiro, 1.400 e em março, 1.600.:275
As mortes nas três grandes cidades dos Países Baixos Ocidentais (Haia, Roterdão e Amesterdão) começaram a sério em Dezembro de 1944, atingindo um pico em Março de 1945,  mas permaneceram muito elevadas em Abril e Maio de 1945. A desnutrição era galopante em todo o país. A fome estava em pleno andamento em janeiro, mas o mês mais mortal seria março de 1945. 

## Intervenção humanitária
Em meados daquele mês, a farinha da Cruz Vermelha sueca, conhecida como "pão sueco" (que havia chegado originalmente em janeiro da Suécia, mas o carregamento estava preso e descarregado no porto norte de Delfzijl) começou a chegar a uma rede de comerciantes holandeses. padarias nas cidades, vilas e aldeias, que o utilizavam para assar pão e racioná-lo à população local. Para muitos, esse foi o primeiro pão de verdade (sem ingredientes diluídos) que consumiram em meses. No mês seguinte, ocorreram mais intervenções humanitárias, desta vez por lançamentos aéreos. De 29 de abril a 7 de maio, Operação Manna foi conduzida pela Força Aérea Real e pela Real Força Aérea Canadense. De 1 a 8 de maio, as Forças Aéreas do Exército dos EUA conduziram a Operação Chowhound. Os alemães concordaram em não atirar nos aviões que realizavam missões de misericórdia e os Aliados concordaram em não bombardear posições alemãs. Uma terceira assistência humanitária foi organizada internamente através de uma cadeia de abastecimento civil baseada em terra a partir do leste do país. Chamada de Operação Faust, os alimentos foram transportados em caminhões a partir de 2 de maio, primeiro para Rhenen, localizado no centro, antes de serem distribuídos para o oeste. 

## Fim da fome
A fome holandesa terminou com a libertação pelos Aliados. As forças da Wehrmacht na Holanda renderam-se em 5 de maio, dois dias antes da rendição geral da Alemanha e do fim oficial da guerra na Europa. Foram realizadas novas e contínuas assistências humanitárias no país libertado e a taxa de mortalidade voltou rapidamente aos valores normais no início do verão de 1945. 

## Legado

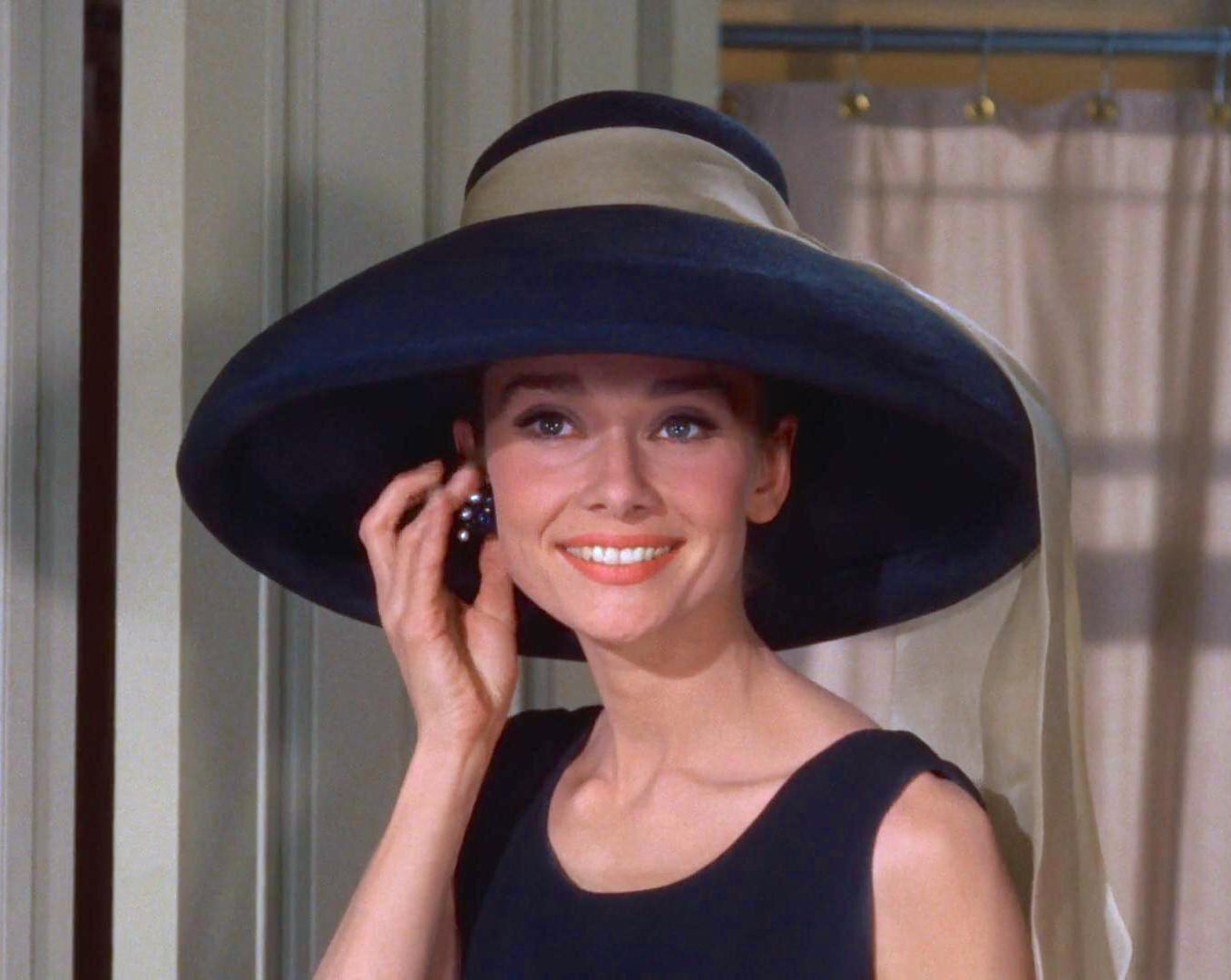
Audrey Hepburn, que vivia no país com a mãe holandesa e outros familiares, sobreviveu aos últimos meses da guerra com uma dieta que incluía comer urtigas e bolbos de tulipas.

A fome holandesa de 1944-45 foi um caso raro de fome que ocorreu num país moderno, desenvolvido e alfabetizado, embora sofrendo sob as privações da ocupação e da guerra. A experiência bem documentada ajudou os cientistas a medir os efeitos da fome na saúde humana.
O Dutch Famine Birth Cohort Study descobriu que os filhos de mulheres grávidas expostas à fome eram mais suscetíveis a diabetes, obesidade, doenças cardiovasculares, microalbuminúria e outros problemas de saúde. 
Também se demonstrou que os netos de mulheres grávidas que carregavam bebés do sexo feminino durante a fome eram mais pequenos à nascença e sofriam de problemas de saúde acrescidos mais tarde na vida.  Isto sugere danos ou alterações epigenéticas nos óvulos que se desenvolvem dentro do feto feminino no útero, um fenômeno conhecido como herança intergeracional. 
A descoberta da causa da doença celíaca também pode ser parcialmente atribuída à fome holandesa. Com a escassez de trigo, houve uma melhoria numa enfermaria infantil para pacientes celíacos. As histórias contam que os primeiros preciosos fornecimentos de pão foram dados especificamente às crianças (que já não estavam) doentes, provocando uma recaída imediata. Assim, na década de 1940, o pediatra holandês Dr. Willem Dicke  conseguiu corroborar a sua hipótese previamente pesquisada de que a ingestão de trigo agravava a doença celíaca.  Mais tarde, Dicke provou sua teoria.
Audrey Hepburn passou a infância na Holanda (residindo oficialmente em Arnhem, depois em Velp) durante a fome e, apesar de sua riqueza posterior, teve repercussões médicas negativas ao longo da vida. Como resultado, ela teve anemia, doenças respiratórias e edema. 
Pesquisas acadêmicas subsequentes sobre as crianças afetadas no segundo trimestre da gravidez da mãe encontraram um aumento na incidência de esquizofrenia nessas crianças.  Também aumentaram entre eles as taxas de personalidade esquizotípica e defeitos neurológicos. 